# Scooby-Doo! Nu börjar mysteriet
Scooby-Doo! Nu börjar mysteriet (även känd som Scooby-Doo 3) är en amerikansk TV-film som hade premiär den 13 september 2009 på Cartoon Network. Det är den tredje spelfilmen som handlar om den talande hunden Scooby-Doo och mysteriegänget, men den första spelfilmen som inte har fått en biopremiär. Filmen regisserades av Brian Levant och producerades av Warner Bros.

## Handling
Filmen handlar om Shaggy (Nick Palatas) som har gått om sitt sista gymnasieår tre gånger utan att ha fått några vänner. Men en dag rusar Scooby-Doo (röst av Frank Welker) in i hans rum efter att ha fått bevittna ett par spöken. Shaggy och Scooby-Doo blir då bästa vänner. Men efter händelser på skolan får, Shaggy, Scooby-Doo, Fred (Robbie Amell), Daphne (Kate Melton) & Welma (Hayley Kiyoko) ett mysterium att lösa. De ska ta reda på vem som har väckt de två spökena som Scooby-Doo såg till liv och varför.